# Athea
Athea (iriska: Áth an tSléibhe) är en ort i den västra delen av grevskapet Limerick i Republiken Irland. Den är belägen i närheten av Newcastle West, på den sydvästra delen av ön. Tätorten (settlement) Athea hade 369 invånare vid folkräkningen 2016.